# 克里斯·柯爾弗
克里斯·柯爾弗（英語：Christopher Paul "Chris" Colfer，1990年5月27日—）是美國演員、歌手、劇本家和作家。因出演美國福克斯電視台的電視劇歡樂合唱團（glee）而聞名。2011年，他被時代雜誌選為世界最具影響力的100個人物。glee是他出演的首部電視劇。他公開了自己的同性戀身份。在高中時期，他參加學校的辯論社，并三次獲得優勝。他預計將在2012年夏天出版自己的首部小說。

## 扩展阅读
- Kugel, Allison. . PR.com. 2010-04-26  [2017-02-08]. （原始内容存档于2016-03-03）.

## 外部連結
- 克里斯·柯爾弗在互联网电影资料库（IMDb）上的資料（英文）
- 克里斯·柯爾弗的X（前Twitter）